# María Montejo Pérez

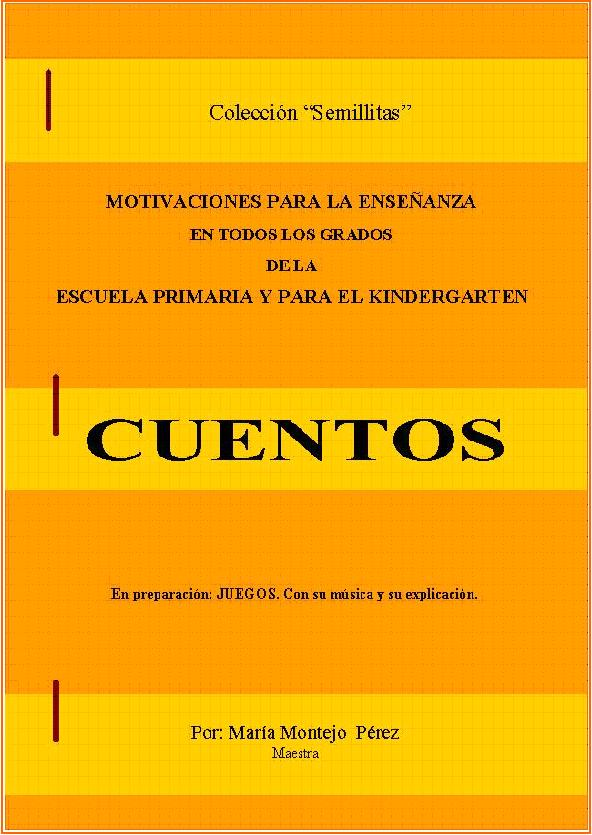
Cuentos.

María Montejo Pérez (Jobo Rosado, Yaguajay, 5 de agosto de 1882-Matanzas, 25 de septiembre de 1969) fue una maestra cubana. Desde muy joven se dedicó a la enseñanza y su labor educativa inició en Jatibonico donde incorporó la instrucción de habilidades artísticas y literarias. Sufrió de presecución política durante el gobierno de Gerardo Machado. Montejo estuvo entre los fundadores del Partido Comunista de Cuba, y  escribió el libro "Semillitas" de contenido patriótico y moral.